# Distretto di Hubin
Il distretto di Hubin (湖滨区S, HúbīnP) è un distretto della Cina, situato nella provincia di Henan e amministrato dalla prefettura di Sanmenxia.